# Тантлевский, Александр Семёнович
Александр Семёнович Тантлевский (17 января 1930, Харьков, УССР, СССР — 16 июля 2025, Москва) — советский и российский искусствовед, академик Российской академии художеств (2010). Заслуженный работник культуры Российской Федерации (1998).

## Биография
Родился 17 января 1930 года в Харькове.
Окончил авиационное училище в Борисоглебске, с 1963 по 1967 годы учился в Военно-политической академии.
В 1973 году возглавил Отдел по художественному наследию Комитета по культуре города Москвы.
С 1997 по 2014 годы — руководитель Московской службы по сохранению культурных ценностей.
Умер 16 июля 2025 года в возрасте 95 лет.

## Награды
- Заслуженный работник культуры Российской Федерации (1998)[2]
- Медаль «Защитнику свободной России» (1993)[3]
- Почётный работник государственной службы города Москвы